# Баскский сидр

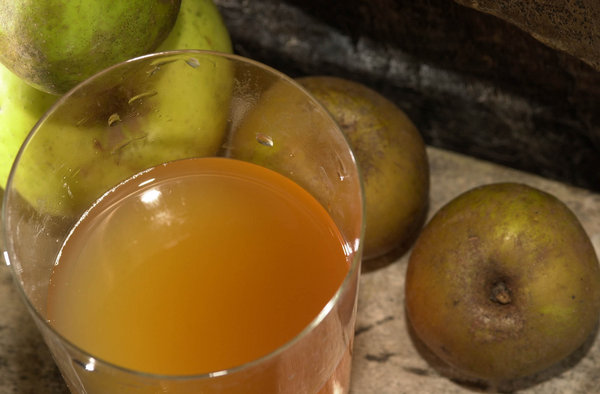
Стакан баскского сидра

Баскский сидр — яблочный сидр из баскского региона Европы, который подают в сагардотеги (сидровых домах). Известный как Сагардоа, что значит «яблочное вино» в переводе с баскского, от «sagarra» (яблоко) и «ardoa» (вино). Сидр в баскской кухне производится в сидровых мастерских в таких районах, как Астигаррага. Он продается в бутылках. Содержит 4-6 % алкоголя.
Первые упоминания напитка относятся к X веку, но существуют свидетельства того, что сидр пили в этих краях ещё до прихода римлян.
Благодаря высокому содержанию витамина С, употребление сидра предотвращало риск заболевания цингой у моряков.
Сидр производится из сброженного яблочного сока, и с технологической точки зрения он ближе к вину, чем к пиву, так как не проходит процесс варки.